# Белые Кучугуры
Белые Кучугуры — коса в Чёрном море, западное продолжение острова Тендровская коса, на территории Скадовского района Херсонской области Украины.
В 2022 году в ходе вторжения России на Украину была оккупирована российскими войсками.

## География
Длина — около 6 км. Отметка высоты береговой линии косы, как и всего Чёрного моря, составляет −0,4 м ниже уровня моря.
Вдоль косы проходит грунтовая дорога. Также расположен маяк Белые Кучугуры, на 2,3 м выше уровня Чёрного моря и геодезический пункт триангуляции отметкой высоты 1,0 м над уровнем Чёрного моря.
Населённых пунктов нет.
На севере расположены пески с камышовой растительностью, юге — солончаки и пересыхающие озёра с камышовой растительностью. Восточная оконечность косы переходит в песчаную отмель, которая протягивается через Тендровский залив к западной оконечности полуострова Ягорлыцкий Кут.
Коса Белые Кучугуры входит в состав Черноморского биосферного заповедника.

## Наименование
Термин «кучугуры» имеет украинское происхождение, а так же применяется в южных диалектах русского языка преимущественно для обозначения песчаных дюн или бугров, используется на территории Украины и России вплоть до полярных районов Сибири, где (в форме «кучегоры») может обозначать бугры пучения, вызванные мерзлотными процессами в тундре (якутское название «булгунняхи»).